# Томас Хит
Сер Томас Литл Хит (енгл. Sir Thomas Little Heath; 5. октобар 1861 – 16. март 1940) био је британски државни службеник, математичар, класични научник, историчар античке грчке математике, преводилац и планинар. Био је школован на Клифтон колеџу. Хит је преводио дела Еуклида из Александрије, Аполонија из Перга, Аристарха из Самоса и Архимеда из Сиракузе на енглески језик.

## Биографија
Хит је рођен у Барнеби-ле-Волд, Линколншир, Енглеска, као син фармера, Самјуела Хита. Похађао је Caistor Grammar School и Клифтон колеџ пре него што је кренуо у Тринити Колеџ у Кембриџу, где је дипломирао 1896. године и постао почасни сарадник 1920. 1884. године је положио испит у државној служби и постао помоћник секретара Трезора, постао је стални секретар 1913. године. Трезор је напустио 1919. године и прешао у Канцеларију за државни дуг, где је остао док се није повукао у пензију 1926. године. Био је почаствован због свог рада у државној служби тако што је именован за Дружбеника од Реда купања ( Companion of the Order of the Bath) 1903. године, а 1909 за витеза Реда купања и командант витеза краљевског викторијанског поретка 1916. Био је изабран за члана Краљевског друштва у мају 1912.
Умро је у Асхтеду, Сури. Оженио је професионалну музиканткињу Аду Мари Томас 1914; имали су сина, Џофрија Томаса Хита и кћерку Веронику Мери Хит. Хитов син Џофри је отишао на Тринити Колеџ у Кембриџу, пре него што је постао наставник на Амплефорт Колеџ-у и имао је шесторо деце.

## Рад
Хит се разликује по свом раду о грчкој математици и аутор је неколико књига о грчким математичарима. Првенствено кроз Хитове преводе савремени енглеско-говорећи читаоци знају шта је Архимед урадио. Међутим, његов превод познатог Архимедовог Скрипта заснивао се на транскрипцији која је имала празнине, које су научници као што је Ревиел Нец (Reviel Netz) могли у одређеној мери попунити коришћењем савремених научних метода слика које нису биле доступне у Хитовом времену.
Када је Хитов Архимедов Рад (Works of Archimedes) објављен 1897. године, Архимедов скрипт није био у потпуности истражен. Његов значај није препознат до 1906. године, када га је испитивао дански професор Јохан Лудвиг Хеиберг. Скрипт је садржао проширену верзију Стомацхион-а, и расправу под називом Метода механичких теорема, за коју се претходно мислило да је изгубљена. Ови радови су стога били у фокусу истраживања модерних научника.

## Преводи и остали радови
Напомена: Приказана су само прва издања; многи од ових наслова су поново штампани неколико пута.
1. Диофант Алекандријски: студија о историји грчке алгебре (Cambridge: Cambridge University Press) 1885
2. Аполоније из Парге: Испитивања на пресецима конуса (Cambridge: Cambridge University Press) 1896
3. Архимед: радови (Cambridge: Cambridge University Press) 1897
4. Тринаест књига Еуклидових елемената (Cambridge: Cambridge University Press) 1908[2]
5. Аристарх са Самоса, Анциент Цоперницус (Oxford: Clarendon Press) 1913
6. Историја грчке математике (Oxford: Clarendon Press) 1921[3]
7. Приручник грчке математике (Oxford: Clarendon Press) 1931
8. Грчка астрономија (London: J.M. Dent & Sons) 1932
9. Математика у Аристотела (Oxford: Clarendon Press) 1949